# 加德納鎮區 (伊利諾伊州桑加蒙縣)
加德納鎮區（英語：Gardner Township）是位於美國伊利諾伊州桑加蒙縣的一個行政鎮區。

## 地方資料
根據2010年美國人口普查的數據，加德納鎮區的面積為110.30平方千米，當中陸地面積為110.00平方千米，而水域面積為0.30平方千米。當地共有人口4248人，而人口密度為每平方千米38.51人。